# Bendisopis remissa
Bendisopis remissa là một loài bướm đêm trong họ Noctuidae.